# Maruyama Gondazaemon
Maruyama Gondazaemon (丸山 権太左衛門 en japonés, nacido el 23 de diciembre de 1713 como Haga Gindayu (芳賀 銀太夫 en japonés) en Miyagi, Japón; y fallecido 14 de noviembre de 1749) fue un luchador de sumo japonés. Oficialmente es reconocido como el tercer yokozuna. Provenía de un pueblo en el Dominio de Sendai (parte de lo que hoy es la Prefectura de Miyagi).

## Carrera
Maruyama fue a Edo (hoy Tokio) a la edad de tan solo 17 años, y fue entrenado por Nanatsumori Oriemon (七ツ森折右衛門). Su altura era de 197 cm y su peso era de 166 kg. Dejó Edo para disputar el sumo en Osaka. En Osaka debutó como ōzeki oeste en 1737. Se dice que solo perdió dos peleas en su carrera.
Es considerado haber sido un luchador muy fuerte, pero no se ha probado que se le haya concedido el ascenso a yokozuna. En honor a él, la casa de Yoshida Tsukasa le permitió ser su discípulo partir de agosto de 1749 pero esto no le confirió e estatus de yokozuna. Sin embargo, hay relatos que decían que llevaba una cuerda blanca y negra. A pesar de que no era una shimenawa tradicional, Masahiko Nomi supuso que pudo haber estado relacionado con la shimenawa.
Maruyama murió en Nagasaki mientras aún era un luchador de sumo en activo el 14 de noviembre de 1749, posiblemente de disentería. Su tumba se encuentra en Nagasaki, Prefectura de Nagasaki. Una estatua de él se encuentra en Yoneyama, Tome, Prefectura de Miyagi.
No fue sino hasta 150 años después de su muerte que fue reconocido como el tercer yokozuna tardíamente por Jinmaku cuando estaba compilando una lista formal de un monumento.
Su vida y carrera que son anteriores al banzuke y los resultados en los torneos, así que no existe ningún registro de sus combates y resultados.